# Yvette Farnoux
Pour les articles homonymes, voir Farnoux.
Yvette Farnoux, née Baumann le 17 octobre 1919 dans le 9e arrondissement de Paris et morte le 7 novembre 2015 à Vanves, est une résistante et déportée française.

## Biographie

### Jeunesse
Yvette Baumann naît le 17 octobre 1919 dans le 9e arrondissement de Paris.
Elle étudie au lycée Molière de Paris.
Elle travaille au commissariat du chômage, dépendant du Secours national.

### Résistance
Dans la Résistance, Yvette Farnoux est la collaboratrice puis successeur de Berty Albrecht comme chef national des services sociaux des mouvements unis de la Résistance après l'arrestation de Berty Albrecht.
Arrêtée pour faits de résistance, horriblement torturée, elle est déportée par le convoi n°72, en date du 29 avril 1944, du camp de Drancy vers Auschwitz puis Ravensbrück, après avoir donné naissance à un enfant mort-né.

### Après-guerre
Elle crée plusieurs associations dont Revivre, pour aider les enfants de déportés morts dans les camps, et l'association Mémoire des déportés et des résistants d'Europe, qu'elle préside.
Par ailleurs, elle exerce le métier d'assistante sociale.
Enfin, elle est membre du Conseil de l'ordre national de la Légion d'honneur de 1991 à 2005,.

### Mort
Yvette Farnoux meurt le 7 novembre 2015 à Vanves. Les honneurs militaires lui sont rendus aux Invalides le 17 novembre 2015.

## Vie privée
Yvette Farnoux est l'épouse de Jean-Guy Bernard (adjoint de Frenay, arrêté en même temps qu'Yvette et assassiné durant sa déportation), puis d'Abel Farnoux (1921-2008), dont elle a trois enfants.

## Distinctions
- Grand-croix de la Légion d'honneur (31 décembre 2008)[11] ; grand officier du 15 mars 1990[9]
- Grand-croix de l'ordre national du Mérite (15 juillet 1998)[11]
- Croix de guerre 1939–1945, palme de bronze[11]
- Médaille de la Résistance française avec rosette (décret du 3 août 1946)[12]

Le 15 mars 1990, Yvette Farnoux est élevée à la dignité de grand-officier de la Légion d'honneur, puis à celle de grand-croix le 31 décembre 2008. Elle est la neuvième femme à accéder à la plus haute dignité de la Légion d'honneur, notamment après deux autres déportées et résistantes, Geneviève de Gaulle-Anthonioz et Germaine Tillion ainsi que l'universitaire Jacqueline de Romilly.